# Sudan ai Giochi della XXIX Olimpiade
Il Sudan ha partecipato ai Giochi della XXIX Olimpiade di Pechino, svoltisi dall'8 al 24 agosto 2008, con una delegazione di 9 atleti.

## Medaglie
| Medaglia | Atleta              | Sport            | Evento             |
| -------- | ------------------- | ---------------- | ------------------ |
| Argento  | Ismail Ahmed Ismail | Atletica leggera | 800 metri maschili |

## Atletica leggera
| Gara   | Atleta                | Batterie | Batterie | Semifinali | Semifinali | Finale  | Finale |
| Gara   | Atleta                | Tempo    | Pos.     | Tempo      | Pos.       | Tempo   | Pos.   |
| ------ | --------------------- | -------- | -------- | ---------- | ---------- | ------- | ------ |
| 400 m  | Nagmeldin Ali Abubakr | 47"12    | 8        |            |            |         |        |
| 800 m  | Ismail Ahmed Ismail   | 1'45"87  | 2        | 1'44"91    | 2          | 1'44"70 |        |
| 800 m  | Abubaker Kaki Khamis  | 1'46"98  | 1        | 1'49"19    | 8          |         |        |
| 1500 m | Abdalla Abdelgadir    | 5'47"65  | 13       |            |            |         |        |

| 400 m          | Nwal Eljack | 52"77 | 3 | 54"18   | 8 |  |  |  |  |
| 400 m ostacoli | Muna Gabir  | 57"16 | 5 |         |   |  |  |  |  |
| 3000 siepi     | Durka Mana  |       |   | 9'53"09 | 9 |  |  |  |  |

| Gara           | Atleta        | Qualificazioni | Qualificazioni | Finale | Finale |
| Gara           | Atleta        | Misura         | Pos.           | Misura | Pos.   |
| -------------- | ------------- | -------------- | -------------- | ------ | ------ |
| Salto in lungo | Yamilé Aldama | nessuna misura | -              |        |        |

## Nuoto
| Gara              | Atleta     | Batterie | Batterie | Semifinali | Semifinali | Finale | Finale |
| Gara              | Atleta     | Tempo    | Pos.     | Tempo      | Pos.       | Tempo  | Pos.   |
| ----------------- | ---------- | -------- | -------- | ---------- | ---------- | ------ | ------ |
| 50 m stile libero | Ahmed Adam | 30"12    | 93       |            |            |        |        |